# 伽利略衛星
伽利略衛星（英語：Galilean moons）是木星的四個大型衛星，由伽利略於1610年1月7日首次發現。這四個衛星可以用低倍率望遠鏡來觀測到，如果沒有光害，且環境極好，甚至可用肉眼勉強看到木衛三和木衛四，利用數位單眼相機搭配合適的望遠鏡頭也可以輕易的在較無光害的地方拍下這幾顆伽利略衛星。

## 歷史

### 發現

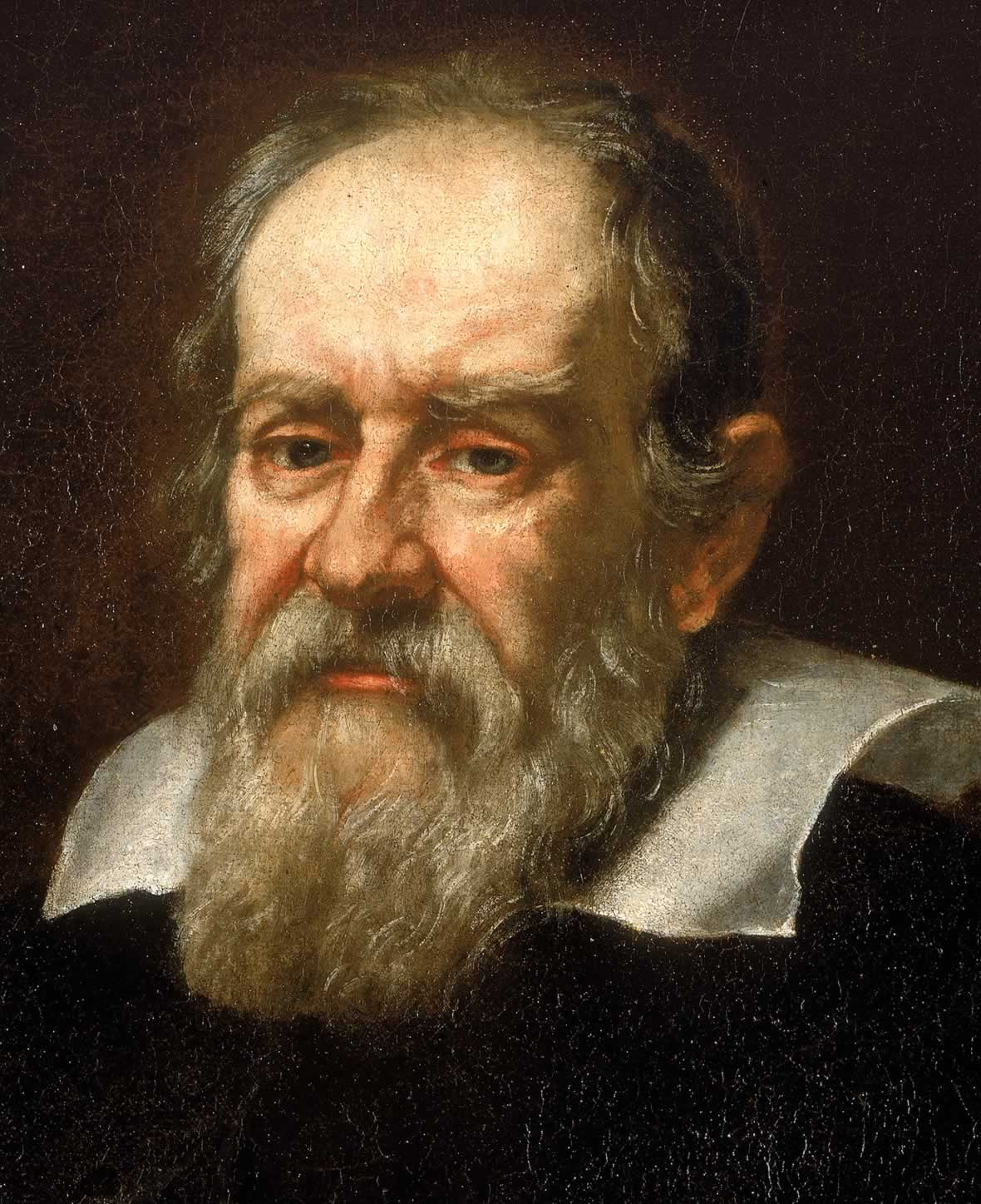
伽利略·伽利莱，伽利略衛星的發現者

隨著伽利略·伽利莱對望遠鏡進行改進，其望遠鏡的已能夠放大20倍，並讓伽利略能夠更清楚，更仔細地觀察各個天體。在1609年12月和1610年1月期間，伽利略在觀察木星時，發現了這些伽利略衛星。
於1610年1月7日，伽利略在一封信件中第一次提及關於木星的衛星。在當時，他只看到了三個伽利略衛星，並以為它們是固定在木星附近的恆星。於1610年1月8日至3月2日，他繼續觀察這些伽利略衛星，並發現了第四顆伽利略衛星，及發現了這些天體並非固定的恆星，而是圍繞著木星公轉的衛星。
伽利略的發現證明了望遠鏡的重要性，並讓望遠鏡成為天文學家發現亮度不足的各種天體的工具。更重要的是，伽利略證明了並不是只有地球才有衛星，其他行星也可以有衛星，無疑是對當時流行的地心说造成一個重大的打擊。之後，伽利略也接受了哥白尼日心說。由於這些發現，伽利略能夠透過測量衛星的公轉去計算其經度。
伽利略可能並非所有伽利略衛星的發現者。中國天文學家席澤宗聲稱，早在公元前362年，戰國時代齊國天文學家甘德已發現了木衛三，比伽利略的發現早近20個世紀。

### 命名
1610年伽利略觀測這四個衛星多日，發現雖然木星在空中移動，衛星仍環繞木星公轉，從而得到支持哥白尼日心說的論據，即並非所有天體均環繞地球旋轉。木星的伽利略衛星在1610年發現後不久便由西門·馬里烏斯命名為“埃歐”、“歐羅巴”、“蓋尼米德”和“卡里斯托”。20世紀之前，這些名稱並不受歡迎，取而代之的為“木衛一”、“木衛二”，或“木星的第一顆衛星”等諸如此類的稱號。這些名稱要到20世紀才被廣泛使用。

## 衛星分類
木星的伽利略衛星在木星的衛星分類上屬於木星的主衛星群（木衛一、木衛二、木衛三和木衛四）。它們的半徑比起任何矮行星都要長，而且論直徑是太陽系中除太陽和八大行星之外最大的天體。木衛一至四分別為太陽系中第4、第6、第1和第3大的天然衛星。他們佔木星衛星總質量的99.999%。木星的質量大約是伽利略衛星的5000倍。

## 軌道現象與拉普拉斯共振

如圖中所示，木星與木衛一、木衛二、木衛三所形成的軌道共振現象。

木星的伽利略衛星除了木衛四因為距離比較遠之故所以沒有參予和木星的軌道共振外，其餘三顆衛星皆與木星形成軌道共振。而這四顆大型衛星皆與木星形成潮汐鎖定，即皆以同一面半球永遠對著木星公轉。木衛一與木星之間距離350,000公里，公轉木星一週只需要42.5小時，（即快到足以在一個晚上就觀測出它的運動）。埃歐的平均軌道周期與歐羅巴有2：1的軌道共振，和甘尼米德有4：1的軌道共振，即埃歐每繞行木星二周，歐羅巴即繞行一周；而埃歐每繞行四周，甘尼米德繞行一周。這種共振協助埃歐維持軌道離心率（0.0041），並反過來為埃歐的地質活動提供主要的熱源。木衛二與木星之間的平均距離爲 670,900公里，公轉一週只須三天半的時間。它的軌道十分接近正圓，偏心率僅0.009。跟其他的伽利略衛星一樣，木衛二也被潮汐鎖定，因而有一個半球永遠朝向木星。木衛三的軌道距離木星107萬400公里，是伽利略衛星中距離木星第三近的，其公轉周期為7天3小時。和大部分已知的木星衛星一樣，木衛三也為木星所鎖定，永遠都以同一面面向木星。
木衛一和木衛二、木衛三保持著軌道共振關係：即木衛三每公轉一周，木衛二即公轉兩周、木衛一公轉四周。當木衛二位於近拱點、木衛一位於遠拱點時，兩者之間會出現上合現象；而當木衛二位於近拱點時，它和木衛三之間也會出現上合現象。木衛一、木衛二和木衛二、木衛三的上合位置會以相同速率移動，遂三者之間有可能出現三星合現象。這種複雜的軌道共振被稱為拉普拉斯共振。
木衛四是距離木星最遠的伽利略衛星，其軌道距離木星約188萬公里（是木星直徑7萬1398公里的26.3倍），比之距離木星次近的木衛三的軌道半徑107萬公里遠得多。由於軌道半徑較大，故其並不處於軌道共振狀態，可能永遠也不會處於這種狀態。木衛四是一顆同步自轉衛星，即木衛四的自轉周期等同於其公轉周期，約為16.7個地球日。木衛四不參與軌道共振，這意味著它永遠都不會產生明顯的潮汐熱效應，而潮汐熱效應是星體內部結構分化和發育的重要動力。

## 衛星各項參考數據
模擬顯示木星在過去可能有幾個世代的伽利略衛星。每個世代的伽利略衛星可能已被木星原行星盤的引力拉向木星並被破壞，而剩餘的碎片則會形成新的衛星。至這個世代的伽利略衛星，木星的原行星盤已對衛星的影響已經極微。木衛一並沒有任何水存在，且內部可能含有岩石和金屬。而木衛二則約8%質量為水。
以下資料依各衛星與木星的距離來排列：
| 名稱   | 圖像 | 內部結構模型 | 直徑 （公里）          | 質量 （公斤） | 密度 （克/立方厘米） | 平均軌道 半徑（公里） | 公轉周期 （天） | 軌道傾角 （°） | 軌道離心率 |
| ------ | ---- | ------------ | ---------------------- | ------------- | -------------------- | --------------------- | --------------- | -------------- | ---------- |
| 木衞一 |      |              | 3660.0 ×3637.4 ×3630.6 | 8.93×1022     | 3.528                | 421,800               | 1.769 （1）     | 0.050          | 0.0041     |
| 木衞二 |      |              | 3121.6                 | 4.8×1022      | 3.014                | 671,100               | 3.551 （2）     | 0.471          | 0.0094     |
| 木衞三 |      |              | 5262.4                 | 1.48×1023     | 1.942                | 1,070,400             | 7.155 （4）     | 0.204          | 0.0011     |
| 木衞四 |      |              | 4820.6                 | 1.08×1023     | 1.834                | 1,882,700             | 16.69 （9.4）   | 0.205          | 0.0074     |

### 大小
伽利略衛星是太陽系中體積最大的數顆衛星之一。木衞三是太阳系最大的衛星，其大小甚至比水星還要大。木衛四和木衛一分別是太阳系第三和第四大衛星，僅次於土衛六。而木衛二則是太阳系第六大衛星，稍比月球小。

太陽系各行星的主要衛星比較圖

### 能見度

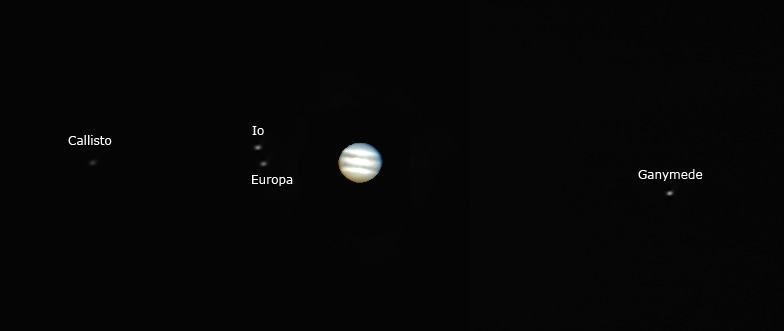
以天文攝影機透過折射式望遠鏡拍攝的木星與伽利略衛星

所有伽利略衛星在遠離木星時都足夠讓人類用肉眼觀察得到。但因為木星本身的亮度高，所以伽利略衛星在大部份時間中均會被木星的光蓋過。當木星位於衝時，那麼伽利略衛星的亮度就會介乎於4.6至5.6之間。

## 備註

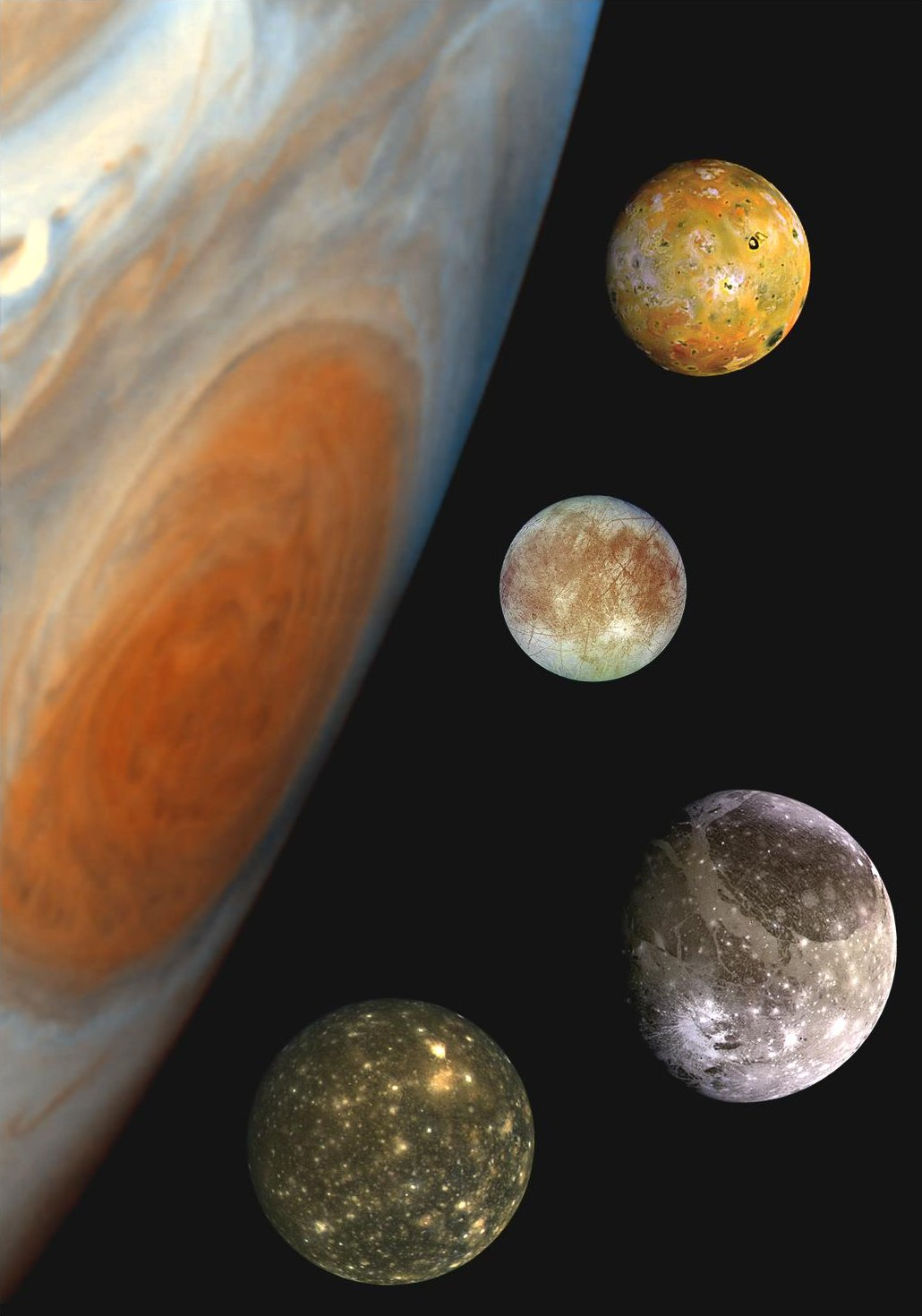
伽利略衛星與木星大紅斑的大小比較，四顆衛星由上而下依序為木衛一、木衛二、木衛三與木衛四。

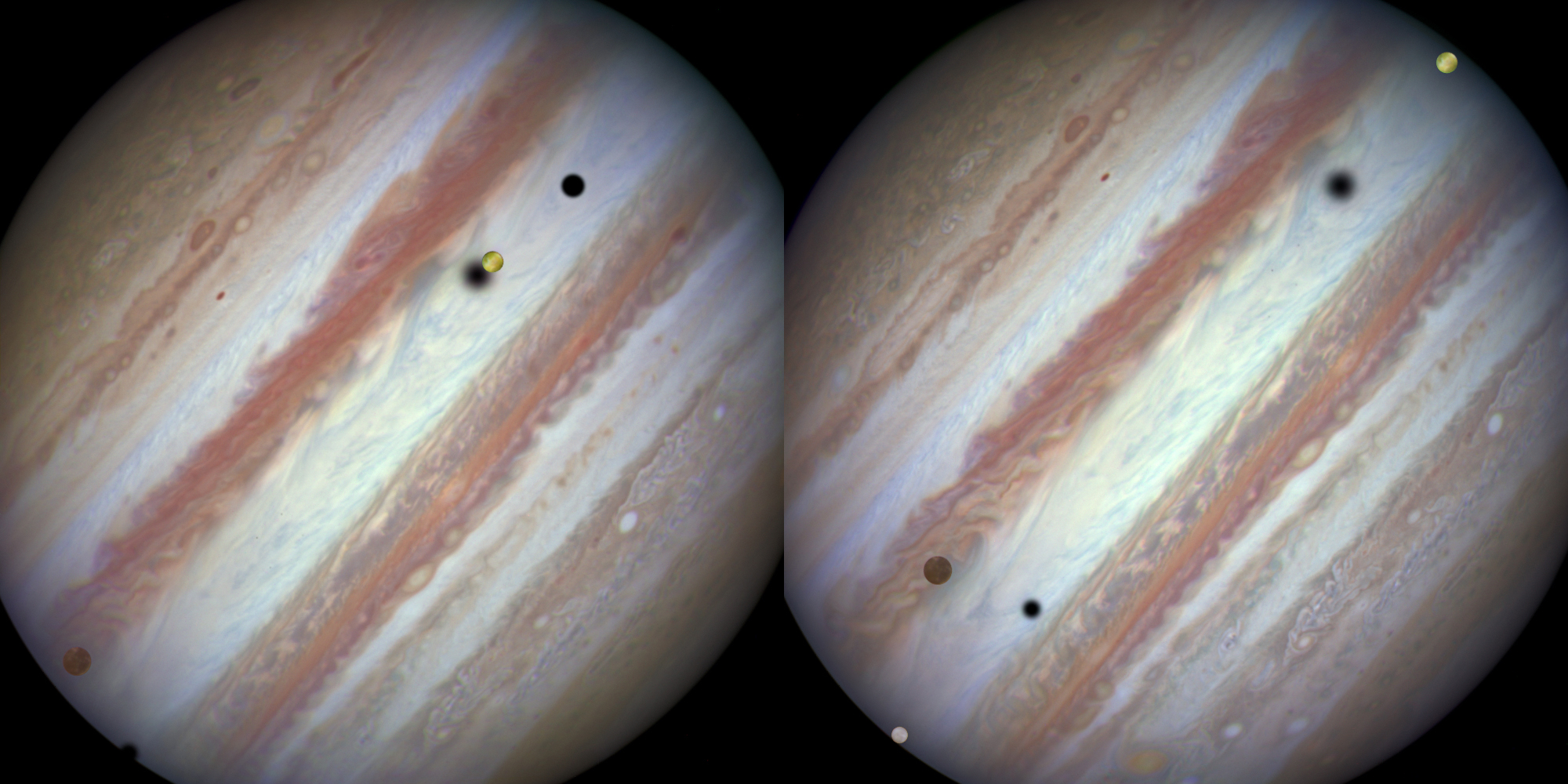
哈伯太空望遠鏡於2015年1月24日拍攝的木星，此時有五顆衛星同時發生凌木星的現象，包含三顆明顯的伽利略衛星——木衛二、木衛三與木衛一。兩幀影像相隔約42分鐘。

1. ↑  Jupiter Mass of 1.898 × 1027 kg / Mass of Galilean moons 3.93 × 1023 kg = 4,828

## 外部連結
- 伽利略於1613年3月觀察伽利略衛星的動畫（页面存档备份，存于）
- 天空和望遠鏡實用程序，用於確定伽利略衛星